# 56 Virginis
56 Virginis är en röd jätte i Jungfruns stjärnbild.
Stjärnan har visuell magnitud +6,98 och kräver fältkikare för att kunna observeras. Den befinner sig på ett avstånd av ungefär 660 ljusår.